# Partito Socialdemocratico (Andorra)
Il Partito Socialdemocratico (in catalano Partit Socialdemòcrata, abbreviato in PS) è un partito politico andorrano socialdemocratico.
Fondato nel 2000, alle elezioni del 2001 raccolse il 30% dei suffragi e conquistò 6 seggi su 28. Nelle elezioni del 2005 ottenne il 38,1% e 11 seggi su 28, diventando il principale gruppo di opposizione, mentre nelle successive elezioni del 2009 vinse la metà esatta dei seggi, ottenendo così per la prima volta la guida del governo, che tuttavia non seppe mantenere per le divisioni interne unite al risicato margine di manovra parlamentare. La conseguente crisi con elezioni anticipate nel 2011 riportarono il partito all'opposizione.
Il partito è membro dell'Internazionale Socialista e osservatore al Partito Socialista Europeo.

## Risultati elettorali
| Elezione         | Voti  | %     | Seggi   |
| ---------------- | ----- | ----- | ------- |
| Legislative 2001 | 5 475 | 26,7  | 6 / 28  |
| Legislative 2005 | 4 711 | 38,07 | 6 / 28  |
| Legislative 2009 | 6 610 | 45,03 | 14 / 28 |
| Legislative 2011 | 5 397 | 34,80 | 6 / 28  |
| Legislative 2015 | 3 462 | 23,50 | 3 / 28  |
| Legislative 2019 | 5 445 | 30,60 | 7 / 28  |
| Legislative 2023 | 4 036 | 21,05 | 3 / 28  |